# Bärbel Wöckel
Bärbel Wöckel, née Eckert le 21 mars 1955 à Leipzig, est une athlète est-allemande quadruple championne olympique en 1976 et 1980.

## Biographie
Elle se distingue en 1973, en remportant trois médailles d'or aux championnats d'Europe juniors, sur 200 mètres, 100 mètres haies et relais 4 × 100 mètres.
En 1974 elle fait partie du relais est-allemand vainqueur aux championnats d'Europe en 42 s 51, un record du monde. Après une saison parsemée de blessures, elle intègre le groupe de Horst-Dieter Hille, entraîneur de Renate Stecher, basé à Iéna.
Alignée aux Jeux olympiques de 1976 à Montréal, elle crée la surprise en s'imposant en finale du 200 m en 22 s 37, un record olympique, face à Annegret Richter, tandis que Stecher finit 3e. Elle est également titrée sur 4 × 100 m en compagnie de Marlies Oelsner, Stecher et Carla Bodendorf. Quatre ans plus tard, devenue Bärbel Wöckel, elle réalise un nouveau doublé olympique, avec un record olympique en 22 s 03 sur 200 m et le record du monde au relais, dans le temps de 41 s 60.
En 1982, elle devient championne d'Europe sur 200 m et sur 4 × 100 m, et obtient l'argent sur 100 m, devancée par sa compatriote Marlies Göhr.
En 1984 elle ne peut défendre ses chances aux Jeux en raison du boycott des pays de l'Est. Elle établit un record personnel de 21 s 85 sur 200 m et met fin à sa carrière à l'issue de la saison.
Depuis la révélation des programmes de dopage d’État en Allemagne de l'Est, ses résultats et performances font l'objet de nombreuses suspicions. Selon les archives de la Stasi, elle prenait des stéroïdes anabolisants et recevait des injections de testostérone.
Après sa carrière sportive, elle entre dans l'enseignement, avant d'obtenir un poste à la section « jeunesse » de la Fédération allemande d'athlétisme.

## Palmarès

### Jeux olympiques d'été
- Jeux olympiques d'été de 1976 à Montréal ( Canada)
  -  Médaille d'or sur 200 m
  -  Médaille d'or sur 4 × 100 m
- Jeux olympiques d'été de 1980 à Moscou ( Union soviétique)
  -  Médaille d'or sur 200 m
  -  Médaille d'or sur 4 × 100 m

### Championnats d'Europe d'athlétisme
- Championnats d'Europe d'athlétisme 1974 à Rome ( Italie)
  -  Médaille d'or sur 4 × 100 m
- Championnats d'Europe d'athlétisme 1982 à Athènes ( Grèce)
  -  Médaille d'argent sur 100 m
  -  Médaille d'or sur 200 m
  -  Médaille d'or sur 4 × 100 m

## Records

### Records du monde
- 4 × 100 m – 42 s 6 (Berlin, 24.8.1974)
- 4 × 100 m - 42 s 51 (Rome, 8.9.1974)
- 4 × 100 m - 42 s 09 (Berlin, 9.7.1980)
- 4 × 100 m - 41 s 85 (Potsdam, 13.7.1980)
- 4 × 100 m - 41 s 60 (Moscou, 1.8.1980)
- 4 × 200 m - 1 min 32 s 39 (Karl-Marx-Stadt, 13.8.1976)
- 4 × 200 m - 1 min 28 s 15 (Iéna, 9.8.1980)

| Épreuve | Marque  | Lieu    | Date             |
| ------- | ------- | ------- | ---------------- |
| 100 m   | 10 s 95 | Dresde  | 1er juillet 1982 |
| 200 m   | 21 s 85 | Potsdam | 21 juillet 1984  |